# Umberto Ceva
Umberto Ceva (Pavia, 16 luglio 1900 – Roma, 25 dicembre 1930) è stato un antifascista e dirigente d'azienda italiano.

## Biografia
Umberto Ceva era un dirigente industriale che nel 1929 aveva aderito al movimento di "Giustizia e Libertà" mettendo a disposizione le sue competenze di chimica per la confezione di ordigni esplosivi per eventuali attentati contro i fascisti. La sua partecipazione attiva all'antifascismo durò appena un anno poiché nel 1930 fu arrestato assieme a Ferruccio Parri, Riccardo Bauer, Ernesto Rossi, Alberto Damiani, Vincenzo Calace, Bernardino Roberto, Nello Traquandi: tutti militanti di Giustizia e Libertà.
Il successo della polizia fascista era da attribuire alla «spia del regime», l'avvocato Carlo Del Re che, dopo aver finto di far parte del partito antifascista, aveva tradito i compagni consegnandoli all'OVRA in cambio di una rilevante somma di denaro che gli era necessaria, come riferisce il capo della polizia Arturo Bocchini, per «coprire il vuoto verificatosi nelle curatele » a lui affidate.
Accusato di terrorismo per avere preparato la bomba che il 12 aprile 1928 aveva provocato una strage vicino alla Fiera campionaria di Milano, in piazzale Giulio Cesare, appena prima del passaggio del corteo reale, con una ventina di morti e numerosi feriti, Ceva venne anche minacciato di farlo passare come delatore della polizia. L'ispettore Nudi, incaricato dell'indagine istruttoria, scrisse infatti nella sua relazione che «il nome di Del Re ci venne fatto durante la istruttoria da uno degli arrestati, il dott. Ceva » e che l'istruttoria era stata « grandemente facilitata dalle confessioni » del giovane chimico. Umberto Ceva, per non essere costretto a confessare di aver confezionato le bombe per la strage di Milano e per non denunciare Carlo Del Re, non volendo accusarlo apertamente, poiché non era sicuro che egli fosse il vero delatore, preferì suicidarsi nella sua cella del carcere Regina Coeli nella notte di Natale del 1930 dopo aver inviato alla moglie Elena questa ultima lettera:
In base alle sue ultime volontà, Ceva venne sepolto nel cimitero di Bobbio, nella tomba di famiglia della moglie .